# Tipula mulaiki
Tipula mulaiki är en tvåvingeart som beskrevs av Alexander 1948. Tipula mulaiki ingår i släktet Tipula och familjen storharkrankar. Inga underarter finns listade i Catalogue of Life.